# إلفراكومب
إلفراكومب هي منتجع ساحلي وأبرشية مدنية تقع في مقاطعة جنوب غرب إنجلترا.